# تنگن، آلمان
شهر تنگن، آلمان (به آلمانی: Tengen, Germany) در ایالت بادن-وورتمبرگ در کشور آلمان واقع شده‌است.